# Erythrodiplax branconensis
Erythrodiplax branconensis là loài chuồn chuồn trong họ Libellulidae. Loài này được Sjöstedt mô tả khoa học đầu tiên năm 1929.